# 덴난
덴난(일본어: 天安)은 일본의 연호 중 하나이다. 한자는 읽는 방법에 따라 '덴안'(てんあん)으로도 읽을 수 있다.
- 전후 : 사이코(斉衡) 이후 - 조간(貞観) 이전
- 시기 : 857년 ~ 858년
- 천황 : 몬토쿠 천황, 세이와 천황

## 개원
- 사이코 4년 2월 21일(율리우스력 857년 3월 20일), 히타치노쿠니가 목련, 미마사카노쿠니가 하얀 사슴을 헌상한 일을 기념해 개원하여
- 덴난 3년 4월 15일(율리우스력 859년 5월 20일) 조간으로 개원되었다.

## 출전
권진자(勧進者)와 출전 모두 기록된 바가 없다.

## 덴난 시기에 일어난 일
- 2년
  - 세이와 천황이 8세의 나이로 즉위하고, 후지와라노 요시후사가 섭정에 취임하였다.

## 서력과의 대조표
| 덴난        | 원년       | 2년        | 3년        |
| ----------- | ---------- | ---------- | ---------- |
| 서기 (西紀) | 857년      | 858년      | 859년      |
| 간지 (干支) | 정축(丁丑) | 무인(戊寅) | 기묘(己卯) |

## 같이 보기
- 일본의 연호 일람
- 천안 (동음이의)

| 이전 사이코 | 일본의 연호 857년 ~ 859년 | 다음 조간 |